# آشپزی اکسیتانی

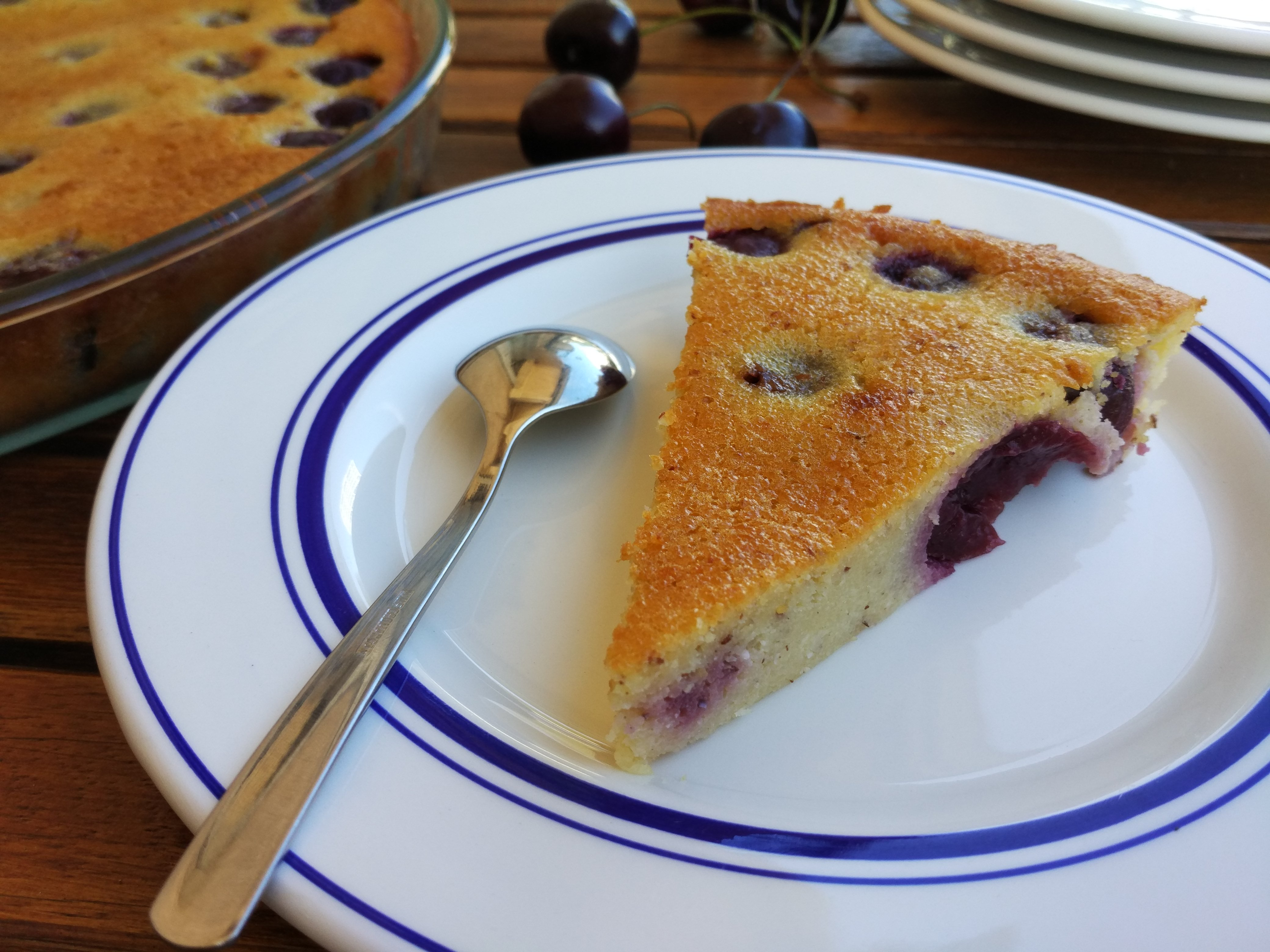
تکه ای از کلافوتیس، دسری که بر اساس گیلاس تهیه می شود.

آشپزی اکسیتانی (انگلیسی: Occitan cuisine) آشپزی سنتی و خوراک‌شناسی اکسیتانیا است، ناحیه فراملیتی که از دیر باز در آنجا اکسیتانی صحبت می‌شود.

## کلیات
آشپزی اکسیتانی، نوعی آشپزی مدیترانه‌ای است. که خیلی به آشپزی کاتالان در غرب و آشپزی ایتالیایی در شرق، نزدیک است.